# صوفي جايجر
صوفي جايجر هي سباحة متزامنة سويسرية، ولدت في 21 ديسمبر 1995 في زيورخ في سويسرا.

## وصلات خارجية
- صوفي جايجر على موقع الاتحاد الدولي للسباحة (الإنجليزية)
- صوفي جايجر على موقع أوليمبيديا (الإنجليزية)